# Saint-Cyr-de-Valorges
Saint-Cyr-de-Valorges là một xã trong tỉnh Loire miền trung nước Pháp.